# Гаєвський Юрій Федорович
Юрій Федорович Гаєвський (нар. 25 квітня 1925, місто Катеринослав, тепер Дніпро Дніпропетровської області) — український радянський діяч, міністр місцевої промисловості Української РСР. Депутат Верховної Ради УРСР 7—11-го скликань. Член Ревізійної комісії КПУ в 1971—1986 р. Голова Ревізійної комісії КПУ в 1979—1981 р.

## Біографія
Народився в родині робітника. З 1942 року — токар Андижанського заводу «Комунар» Узбецької РСР. З 1943 по 1946 рік служив у Радянській армії.
У 1946—1950 роках — студент Київського технологічного інституту легкої промисловості (не закінчив).
У 1950—1956 роках — нормувальник, інженер-технолог Київського будинку моделей, головний інженер Київської швейної фабрики «Індпошиття».
Освіта вища. У 1951 закінчив Всесоюзний заочний інститут легкої і текстильної промисловості.
Член КПРС з 1955 року.
У 1956—1957 роках — начальник відділу нової техніки і технологій, заступник начальника технічного управління Міністерства легкої промисловості Української РСР.
У 1957—1958 роках — начальник виробничо-технічного відділу управління легкої промисловості Ради народного господарства Київського економічного адміністративного району (раднаргоспу).
У 1958 — березні 1962 року — інструктор відділу легкої і харчової промисловості ЦК КПУ.
У березні 1962 — жовтні 1970 року — завідувач відділу легкої і харчової промисловості ЦК КПУ.
20 жовтня 1970 — 8 січня 1986 року — міністр місцевої промисловості Української РСР.
З січня 1986 року — на пенсії.

## Нагороди
- орден Жовтневої Революції
- орден Трудового Червоного Прапора
- орден «Знак Пошани» (24.04.1985)
- ордени
- медалі